# Hypogeomys antimena
Hypogeomys antimena là một loài động vật có vú trong họ Nesomyidae, bộ Gặm nhấm. Loài này được A. Grandidier mô tả năm 1869.

## Hình ảnh

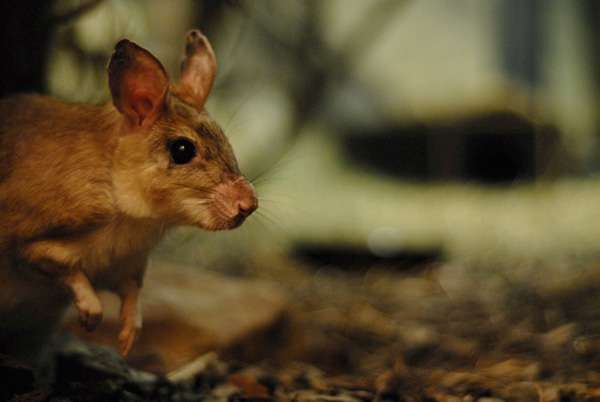